# Куртеа (Валча)
Куртеа (рум. Curtea) насеље је у Румунији у округу Валча у општини Попешти. Oпштина се налази на надморској висини од 249 m.

## Становништво
Према подацима из 2002. године у насељу је живело 328 становника, од којих су сви румунске националности.